# Društvo prijatelja baranjskih starina "Ižip"
Društvo prijatelja baranjskih starina "Ižip" (skraćeni naziv D. P. B. S. "Ižip") upisano je u službeni Registar udruga Republike Hrvatske u srpnju 2001. godine sa sjedištem u Topolju (Baranja), Ulica Republike 31a. Bavi se očuvanjem kulturne tradicije i starih običaja (kao npr. pudarina, buše, ponoda) podunavskih Šokaca, posebno iz mjesta Topolja.

## Aktivnosti
U sklopu društva djeluju etnomuzej Šokačka kuća; zbirka narodnih nošnji, rukotvorina i starih alata; muška pjevačka grupa "Ižipci" te gajdaši i gajdašice. Društvo organizira smotru crkvenog pučkog pjevanja "Marijo svibnja kraljice" i sudjeluje na kulturnim događanjima u Hrvatskoj, npr. na osječkoj manifestaciji Šarana jaja bojama grada.

## Ižipkinje
Ižipkinje su ženska pjevačka skupina iz Topolja u Baranji koja je 2001. godine nastupila na 35. Međunarodnoj smotri folklora u Zagrebu (18-22. VII), a 2002. i 2003. godine na Prvoj i Drugoj baranjskoj smotri crkvenog pučkog pjevanja "Marijo svibnja kraljice" u Topolju.
Za ime skupine uzet je množinski naziv (etnik) za žiteljke Topolja, nastao prema starom i narodskom imenu Ižip toga naselja (usp. i Ižipci).

## Vanjske poveznice
- Imenik udruga Baranje
- Vlasta Šabić: "Etnografska zbirka 'Šokačka kuća' u Topolju - obiteljsko nasljeđe ili temelj budućeg muzeja na otvorenom". Muzej Slavonije - Osijek, OZ 27/2004, str. 223-237
- Z. R.: Topolju "Srićna noć je prispila" > Božićni koncert uz 300 godina crkve". "Glas Slavonije" - Osijek, 3. XII. 2022.
- Tamara Jednašić Gugić: [neaktivna poveznica]. Radio Baranja - Beli Manastir, 5. XII. 2022.
- Anonim: "Sva blaga Topolja"  Arhivirana inačica izvorne stranice od 7. srpnja 2023. (Wayback Machine). HKUD Osijek 1862 - Osijek, (pristup: 6. VII. 2023)
- Anonim: "Tradicijska baština na primjeru šokačke kuće - MS Osijek". Muzejska udruga istočne Hrvatske - Osijek, (pristup: 6. VII. 2023)